# Мариинск (Амурская область)
Мариинск — упразднённое село в Селемджинском районе Амурской области России. На момент упразднения входило в сельское поселение Стойбинский сельсовет. Исключено из учётных данных в 2011 году.

## География
Село располагалось в отрогах Селемджинского хребта, в верховье реки Боконтя (приток реки Верхняя Стойба), на расстоянии, приблизительно, 51 км к северо-востоку от села Стойба.

## История
Законом Амурской области от 24.11.2011 № 578-ОЗ село Мариинск исключено из учётных данных.

## Население
| 2002 | 2010 | 2011 |
| ---- | ---- | ---- |
| 13   | ↘6   | ↘0   |